# Notoxus bifasciatus
Notoxus bifasciatus är en skalbaggsart som först beskrevs av Leconte 1847.  Notoxus bifasciatus ingår i släktet Notoxus och familjen kvickbaggar. Inga underarter finns listade i Catalogue of Life.